# Sten Coyet
Sten Coyet, född 1688, död 1755, var en svensk friherre och politiker.

## Biografi
Coyet tjänstgjorde i svenska armén under Karl XII:s offensiv mot Ryssland, och blev som kaptenlöjtnant fången vid Perevolotjna, och kvarstannade i rysk fångenskap till freden i Nystad 1721. Vid hemkomsten erhöll han avsked med överstelöjtnants rang. Coyets intressen riktades nu mot politiken. Till sin uppfattning doktrinär tillhörde Coyet vid riksdagarna 1738-1755 hattpartiet som en av dess mera framstående medlemmar, i flera omgångar som medlem av sekreta utskottet. I Stora sekreta departementet vid riksdagen 1738/1739 gick han hårt åt de anklagade riksråden och yrkade på Edvard Didrik Taubes avsättning, och framhöll som skäl dennes dotters förhållande med Fredrik I. Vid riksdagen 1740/1741 arbetade han ivrigt för krig. Under Dalupproret 1743 motsatte sig Coyet varje eftergift till "rebellerna" och väckte tillsammans med Carl Gustaf Cronhjort och andra på riddarhuset beslut om en adlig frikår, till vars chef Coyet utsågs. Det av mössorna behärskade Sekreta utskottet var föremål för hans outtröttliga angrepp. Vid riksdagen 1746/1747 tillhörde Coyet Lars Åkerhielms främsta motståndare och pläderade för att vad som en gång beslutats av ständerna inte fick ändras av riksdagen, och pläderade även för uppror.
Sten Coyet var son till Wilhelm Julius Coyet och bror till Gustaf Wilhelm Coyet. Han gifte sig med grevinna Magdalena Sofia Horn af Rantzien 10 december 1717 i Moskva.